# Capitool van South Dakota
Het Capitool van South Dakota (Engels: South Dakota State Capitol) is de zetel van de wetgevende en uitvoerende macht van de Amerikaanse staat South Dakota in de hoofdstad Pierre. De gouverneur, het Huis van Afgevaardigden en de Senaat zijn er gevestigd. Het neoklassieke bouwwerk met koepel werd gebouwd in de jaren 1900. Sinds 1976 staat het genoteerd op het National Register of Historic Places. Het Capitool is een toeristische bezienswaardigheid in Pierre.